# Nessa serrana
Nessa serrana är en insektsart som beskrevs av De Mello 1990. Nessa serrana ingår i släktet Nessa och familjen syrsor. Inga underarter finns listade i Catalogue of Life.